# Pieter Huys
Pieter Huys (Antuérpia c. 1519 — 1584) foi um pintor e gravador flamengo. Familiarizou-se com a arte de Pieter Bruegel o velho e Hieronymus Bosch; depois gravou para o impressor Christophe Plantin. Entre suas obras cabe destacar A tentação de Santo Antônio.

## Obras
- A tentação de Santo Antônio (1547) Óleo sobre madeira, 71 × 103 cm, Paris, Museu do Louvre.
- St. Christophorus  (c. 1550-60), Sammlung Oskar Reinhart, Winterthur.
- O Juízo Final (1554) Óleo sobre madeira, 1,33 x 1,00 m, Bruxelas, Museu real de Belas-Artes.
- O Inferno (1570) Óleo sobre tela, 86 × 82 cm, Madri, Museu do Prado.
- Tentações de Santo Antônio (1577) Óleo sobre tela, 77 × 94 cm, Antuérpia, Museu Mayer van den Bergh.

## == Ligações externas ==
- «Biografía» (em espanhol)